# UV/VIS-spectroscopie

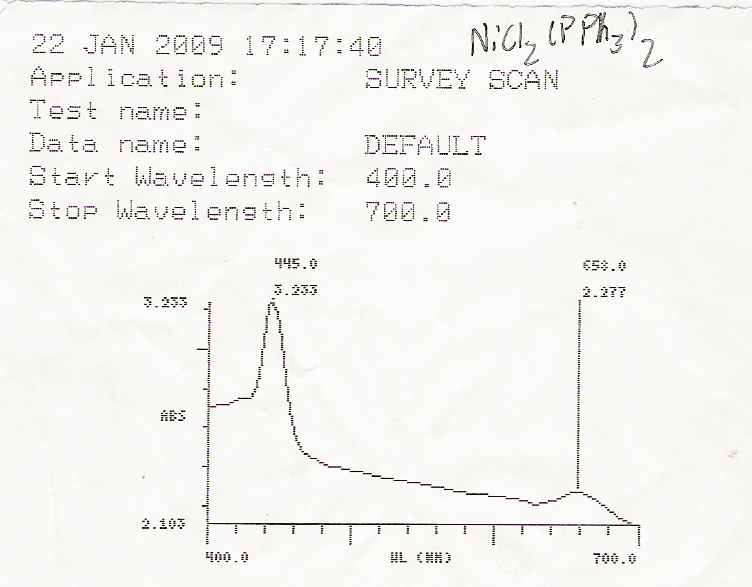
Uitdraai van een spectrofotometer

UV/VIS-spectrofotometrie is een spectroscopische techniek waarbij de concentratie van een bepaalde stof in een te analyseren monster bepaald wordt door de absorptie van zichtbaar licht (VIS = visible) of van ultraviolet licht (uv-licht) te meten.
Bij gebruik van ultraviolet licht spreekt men van uv-spectrometrie en bij gebruik van zichtbaar licht spreekt men van zichtbaar-lichtspectrometrie, maar de techniek is in feite in beide gevallen hetzelfde.
Sommige chemische verbindingen hebben de eigenschap dat zij licht van een bepaalde golflengte van het spectrum absorberen. De concentratie van zo'n verbinding in een mengsel kan bepaald worden door de absorbantie (ook wel extinctie) te onderzoeken van monochromatisch licht van de juiste golflengte.

## Theorie
Elektromagnetische straling (en dus ook licht) kan voorgesteld worden als een stroom lichtdeeltjes (fotonen) met een bepaalde frequentie f. De energie van één foton is gelijk aan:
{\displaystyle E=h\cdot f}
Daarbij is E de hoeveelheid energie in joule, h is de constante van Planck (6,626 × 10−34 J·s) en f is de frequentie van het foton in Hz.
De frequentie van de fotonen bepaalt de kleur van het licht.
Zichtbaar licht, zoals we dat kennen, bestaat uit een aantal kleuren. Wanneer licht door een oplossing valt welke de complementaire kleur van het licht heeft, dan wordt het licht geabsorbeerd.
Hoe groter de concentratie van de te bepalen component in het monster is, hoe groter het percentage van de oorspronkelijke hoeveelheid licht dat geabsorbeerd wordt.

### Transmissie
De transmissie (T) is gedefinieerd als de fractie van het oorspronkelijke licht dat doorgelaten wordt door het monster:
{\displaystyle T={\frac {I}{I_{0}}}}
Waarbij I0 de oorspronkelijke hoeveelheid licht is en I de hoeveelheid licht dat doorgelaten is door het monster.
T is altijd een getal tussen 0 en 1.

### Extinctie
De extinctie (ook wel absorbantie genoemd) is niet hetzelfde als de absorptie. De absorbantie (of liever extinctie) wordt gedefinieerd in de volgende relatie als:
{\displaystyle A=-\log _{10}{T}=\log _{10}{\frac {I_{0}}{I}}}
In Nederlandse teksten wordt vaak in plaats van de "A" voor "Absorbantie" de "E" voor "Extinctie" gebruikt. De formule wordt dan weergegeven als:
{\displaystyle E=-\log _{10}{T}=\log _{10}{\frac {I_{0}}{I}}}
Wanneer 90% van de oorspronkelijke hoeveelheid licht geabsorbeerd is heeft A een waarde van 1, en wanneer 99% van de oorspronkelijke hoeveelheid licht geabsorbeerd is heeft A een waarde van 2.

### Wet van Lambert-Beer
De absorbantie is recht evenredig met de concentratie van de licht-absorberende verbinding waarvan de concentratie bepaald moet worden, volgens de wet van Lambert-Beer:
{\displaystyle E=\varepsilon \cdot c\cdot L}
In de wet van Lambert-Beer is:
- E: extinctie (absorbantie), dit is een getal zonder eenheid.
- L: de weglengte (in cm), doorgaans de lengte van de cuvet.
- c: de concentratie (in mol/l) van de te onderzoeken verbinding
- ε: de molaire extinctie coëfficiënt. (in l/(mol . cm)).

De extinctiecoëfficiënt ε kan opgezocht worden in de literatuur of bepaald worden aan de hand van een ijklijn.
Farmaceuten werken ook wel met de specifieke extinctie, in 100 mL/ gram, geschreven als E1%1 cm.

### pH-shift en oplosmiddelshift

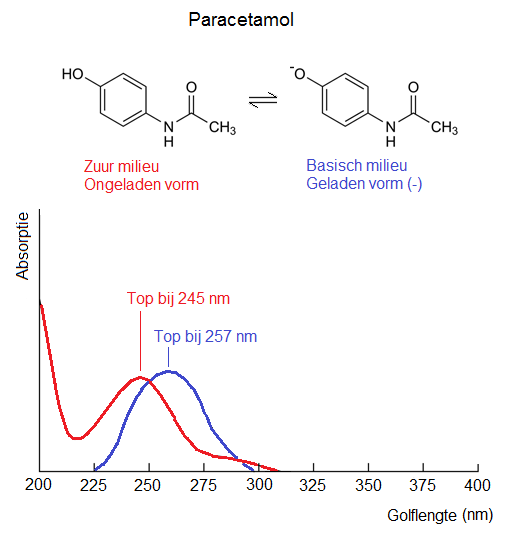
Paracetamol in waterig zuur en waterig basisch milieu geeft een ander UV-spectrum.

Veel stoffen laten in verschillende oplosmiddelen een iets ander UV-spectrum zien, zie ook het voorbeeld rechts. Men spreekt van een pH-shift als een verschil in pH van het oplosmiddel het spectrum laat verschuiven. Er kan sprake zijn van een roodverschuiving (naar langere golflengtes) of een blauwverschuiving (naar kortere golflengtes). De reden hiervan is dat een zure of basische groep een lading krijgt of verliest onder bepaalde omstandigheden. Als deze geladen of juist ongeladen groep dicht genoeg bij de chromofoor zit, verandert voor de aanwezige elektronen het energieverschil tussen grondtoestand en aangeslagen toestand.
Voorbeeld: aniline is een aromatisch primaire amine (zie het figuur links) en bevat een zwak basische groep met een pKa van 4,6. Indien deze stof opgelost wordt in water met een pH van 2 dan neemt de amine een H+ op en wordt daarmee positief geladen. Deze positieve lading 'trekt' als het ware aan de elektronen in de ring, waardoor er minder resonantiestructuren mogelijk zijn en er daardoor een hogere energie nodig is om de elektronen van de grondtoestand naar de aangeslagen toestand te brengen. Het spectrum verschuift daardoor naar een kortere golflengte. Andersom, als aniline wordt opgelost in water met een pH die beduidend hoger ligt dan de pKa, dan blijft analine ongeladen en treedt er daarom geen pH-shift op.
Bij grotere moleculen dan aniline of fenol is het soms niet goed te voorspellen of er een blauwverschuiving of een roodverschuiving op zal treden. Bij nog grotere moleculen, met zeer uitgebreide chromoforen, is de verschuiving soms ook te zien in het visuele deel van het spectrum en een bekende toepassing van zulke pH-shifts is het gebruik van pH-indicatoren.
Een oplosmiddelshift wordt veroorzaakt door een verschil in de eigenschappen van het oplosmiddel. Bij oplosmiddelen met een lagere diëlektrische constante dan water zullen stoffen minder snel geïoniseerd raken. Ook speelt de mogelijkheid tot het vormen van waterstofbruggen een rol.

## Spectrofotometer

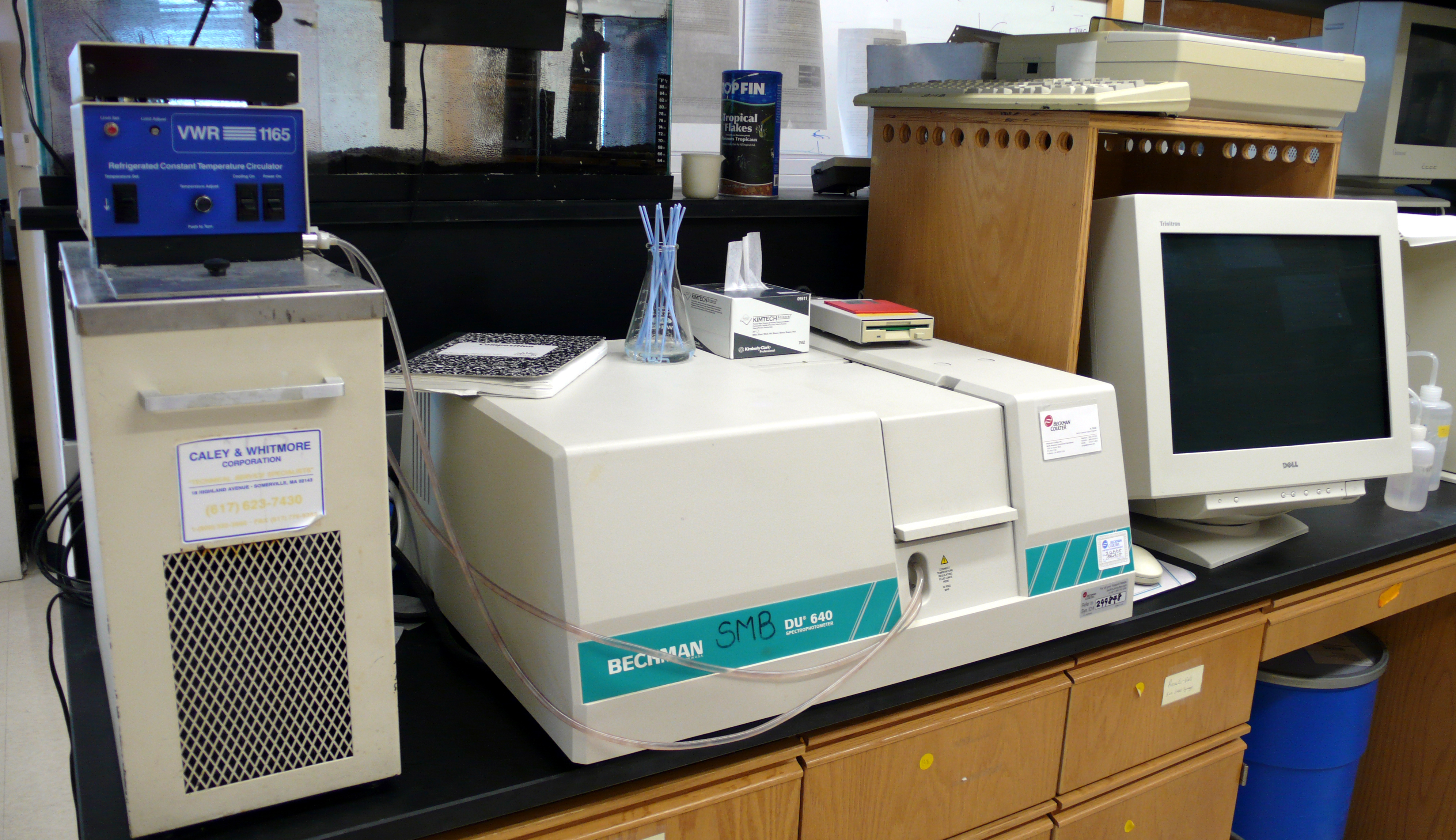
Beckman DU640 UV/VIS-spectrofotometer

Een spectrofotometer is het apparaat waarmee spectrofotometrische analyses uitgevoerd worden. Een typische laboratoriumspectrofotometer heeft een golflengtebereik van λ=190-900 nm. Zo'n UV/VIS-meter is voorzien van een deuteriumlamp voor het golflengtebereik van 190 nm tot 400 nm en een wolfraamlamp voor het golflengtebereik van 300 nm tot 900 nm.

### Golflengteselectie
De selectie van de gewenste golflengte kan volgens twee principes plaatsvinden: aan de bron met een monochromator of bij de detector met een Photo Diode Array detector. Beide principes hebben hun specifieke voor- en nadelen.
Het voordeel van een spectrometer met PDA-detector is dat men zeer snel een absorptiespectrum van een monster op kan nemen. Het nadeel is dat een PDA-detector wat meer achtergrondruis heeft dan een UV/VIS-meter met monochromator, waardoor dit type minder geschikt is voor het meten van monsters met een lage concentratie van de te bepalen stof.

#### Golflengteselectie met een monochromator
Bij een spectrometer die voorzien is van een monochromator worden alle golflengtes weggefilterd uit het "witte" licht van de lamp behalve de gewenste golflengte. De lichtstraal die door het monster gaat bestaat dus alleen uit de ingestelde golflengte en dus wordt ook alleen bij die ene golflengte de absorptie gemeten.

#### Golflengteselectie met een Photo Diode Array detector
Bij een spectrometer die voorzien is van een PDA-detector bestaat de lichtstraal die door het monster gaat uit "wit" licht (licht waarin alle golflengtes aanwezig zijn). De PDA-detector bestaat uit een zeer groot aantal lichtgevoelige diodes die allemaal bij een klein golflengte-interval de hoeveelheid doorgelaten licht meten.

### Enkele of dubbele lichtstraal
Een spectrometer kan een enkele of een dubbele lichtstraal hebben. Bij een spectrometer met een dubbele lichtstraal (dubbelstraalspectrofotometer) kunnen het monster en de blanco tegelijkertijd gemeten worden, bij een enkelstraalspectrometer kan dat niet. De meeste dubbelstraalspectrometers maken gebruik van een draaiend spiegelwiel waardoor er afwisselend licht door het monster en de blanco gaan.
De ontwikkeling van de dubbelstraalspectrofotometer was het technische antwoord op de instabiliteit van de lichtbron ten gevolge allerlei storingen op het elektriciteitsnet. Een iets hogere spanning geeft een iets hogere stroom in de gloeilamp, die daardoor iets meer licht geeft en omgekeerd. Een laboratorium aan een straat met een trambaan had bijvoorbeeld vroeger last van de (elektrische) tram. Tegenwoordig is het relatief goedkoop om de voeding van elektronische apparatuur te stabiliseren terwijl ook het emissiespectrum van de lamp makkelijk elektronisch opgeslagen kan worden. Continue vergelijking tussen het licht dat door de te meten oplossing gaat en licht dat door de referentieoplossing gaat is daardoor niet meer nodig.

## Gevoeligheid van de detector
De gevoeligheid van de detector kan op de volgende wijze berekend worden:
{\displaystyle S={\frac {R}{Q}}=\epsilon \cdot L}
met
- S = de gevoeligheid van de detector (l/mol)
- R = het detector-signaal (output)
- Q = de veroorzaker van het detector-signaal (input)
- ε = de molaire extinctiecoëfficiënt
- L = afgelegde weglengte (cm)

Een doorsneedetector voor bijvoorbeeld zwavelanalyse kan eenvoudig een gevoeligheid van 1ppb (parts per billion) aan afhankelijk van de zuiverheid van het gas.